# Castellarano
Castellarano – miejscowość i gmina we Włoszech, w regionie Emilia-Romania, w prowincji Reggio Emilia.
Według danych na rok 2004 gminę zamieszkiwało 11 605 osób, 203,6 os./km².

## Miasta partnerskie
- Štúrovo